# 106-я истребительная авиационная дивизия ПВО
106-я истреби́тельная авиацио́нная диви́зия ПВО (106-я иад ПВО) — авиационное соединение ПВО Вооружённых Сил РККА, принимавшее участие в боевых действиях Великой Отечественной войны.

## История наименований
- 106-я истребительная авиационная дивизия ПВО
- 106-я истребительная авиационная дивизия
- 50-я истребительная авиационная дивизия ПВО
- 50-я истребительная авиационная дивизия

## Создание дивизии
106-я истребительная авиационная дивизия ПВО сформирована 16 декабря 1941 года Приказом НКО СССР.

## Переименование дивизии
106-я истребительная авиационная дивизия ПВО при нахождении в Шанхайской группе ПВО 8 октября 1950 года была переформирована в 50-ю истребительную авиационную дивизию ПВО 64-го истребительного авиационного корпуса.

## В действующей армии
В составе действующей армии:
- со 2 февраля 1942 года по 1 января 1945 года.

## Командиры дивизии
| Звание                           | Имя                      | Период                  | Примечание |
| -------------------------------- | ------------------------ | ----------------------- | ---------- |
| Генерал-майор авиации            | Гусев Александр Иванович | 16.12.1941 — 15.11.1942 |            |
| Полковник, Генерал-майор авиации | Демидов Пётр Куприянович | 16.11.1942 — 01.02.1946 |            |

## В составе объединений
| Дата          | Фронт (округ)            | Район (армия ПВО, корпус ПВО)              | Примечание                     |
| ------------- | ------------------------ | ------------------------------------------ | ------------------------------ |
| 06.10.1941 г. | ВВС ПВО страны           |                                            |                                |
| 16.12.1941 г. | Московский военный округ | Казанский дивизионный район ПВО            |                                |
| 02.02.1942 г. | Северо-Западный фронт    | Бологоевский дивизионный район ПВО         |                                |
| 29.06.1943 г. | Западный фронт ПВО       | Бологоевский дивизионный район ПВО         |                                |
| 20.04.1944 г. | Северный фронт ПВО       | 2-й корпус ПВО                             |                                |
| 24.12.1944 г. | Западный фронт ПВО       | 4-й корпус ПВО                             |                                |
| 09.05.1945 г. | Западный фронт ПВО       | 4-й корпус ПВО                             |                                |
| 01.07.1946 г. | Московский округ ПВО     | 19-я воздушная истребительная армия ПВО    |                                |
| 01.10.1948 г. | Московский округ ПВО     | 33-й истребительный авиационный корпус ПВО |                                |
| 20.02.1949 г. | Московский округ ПВО     | 88-й истребительный авиационный корпус ПВО |                                |
| 15.02.1950 г. | Китай                    | Шанхайская группа войск ПВО                |                                |
| 01.10.1950 г. | Китай                    | Шанхайская группа войск ПВО                | переформирована в 50-ю иад ПВО |

## Части и отдельные подразделения дивизии
За весь период своего существования боевой состав дивизии претерпевал изменения, в различное время в её состав входили полки:
| Период                  | Наименование                                          | Примечание                                               |
| ----------------------- | ----------------------------------------------------- | -------------------------------------------------------- |
| 13.02.1950 — 10.02.1958 | 29-й гвардейский истребительный авиационный полк ПВО  | передан в 44-ю иад ПВО Отдельной Ленинградской армии ПВО |
| 15.08.1948 — 17.02.1950 | 139-й гвардейский истребительный авиационный полк ПВО | передан в 133-ю иад ПВО 64-й ВИА ПВО                     |
| 09.10.1943 — 17.02.1950 | 145-й гвардейский истребительный авиационный полк ПВО | передан в 64-ю ВИА ПВО                                   |
| 09.10.1943 — 17.02.1950 | 147-й гвардейский истребительный авиационный полк ПВО | передан в 64-ю ВИА ПВО                                   |
| 18.06.1946 — 01.10.1948 | 148-й гвардейский истребительный авиационный полк ПВО | передан в 97-ю иад ПВО                                   |
| 23.02.1942 — 15.02.1946 | 33-й истребительный авиационный полк ПВО              | передан в 125-ю иад ПВО                                  |
| 01.06.1943 — 01.01.1945 | 115-й истребительный авиационный полк ПВО             | передан в 124-ю иад ПВО                                  |
| 01.06.1945 — 01.01.1946 | 115-й истребительный авиационный полк ПВО             | расформирован                                            |
| 04.10.1944 — 25.10.1944 | 126-й истребительный авиационный полк ПВО             | передан в 124-ю иад ПВО                                  |
| 01.06.1944 — 01.07.1944 | 144-й истребительный авиационный полк ПВО             | передан в 147-ю иад ПВО                                  |
| 21.09.1942 — 01.11.1942 | 177-й истребительный авиационный полк ПВО             | в оперативном подчинении из 6-го иак ПВО                 |
| 19.03.1942 — 09.10.1943 | 253-й истребительный авиационный полк ПВО             | преобразован в 145-й гв. иап ПВО                         |
| 14.02.1950 — 23.06.1951 | 351-й истребительный авиационный полк ПВО             | передан в 64-й иак                                       |
| 20.02.1942 — 30.06.1945 | 441-й истребительный авиационный полк ПВО             | передан в 125-ю иад ПВО                                  |
| 01.09.1944 — 19.02.1946 | 445-й истребительный авиационный полк ПВО             | передан в 144-ю иад ПВО                                  |
| 07.10.1942 — 17.01.1943 | 486-й истребительный авиационный полк ПВО             | убыл в 2-й зиап                                          |
| 15.02.1942 — 22.07.1942 | 630-й истребительный авиационный полк ПВО             | передан в 240-ю иад                                      |
| 05.10.1942 — 22.04.1943 | 630-й истребительный авиационный полк ПВО             | передан в 240-ю иад                                      |
| 23.07.1943 — 09.10.1943 | 630-й истребительный авиационный полк ПВО             | преобразован в 147-й гв. иап ПВО                         |
| 23.09.1942 — 03.10.1942 | 787-й истребительный авиационный полк ПВО             | составом 1-й аэ                                          |
| 09.10.1942 — 19.05.1944 | 926-й истребительный авиационный полк ПВО             | передан в 124-ю иад ПВО                                  |
| 05.06.1943 — 09.11.1943 | 964-й истребительный авиационный полк ПВО             | передан в 147-ю иад ПВО                                  |
| 27.02.1944 — 21.05.1944 | 966-й истребительный авиационный полк ПВО             | передан в 124-ю иад ПВО                                  |

## Боевой состав на 9 мая 1945 года
| Наименование                                          | Примечание |
| ----------------------------------------------------- | ---------- |
| 145-й гвардейский истребительный авиационный полк ПВО | Як-9, Рига |
| 147-й гвардейский истребительный авиационный полк ПВО | Як-9, Рига |
| 33-й истребительный авиационный полк ПВО              | Як-9, Рига |
| 115-й истребительный авиационный полк ПВО             | Як-9, Рига |
| 445-й истребительный авиационный полк ПВО             | Як-9, Рига |

## Боевой состав на 1950 год

### Боевой состав на январь 1950 года
| Наименование                                      | Примечание                 |
| ------------------------------------------------- | -------------------------- |
| 139-й гвардейский истребительный авиационный полк | МиГ-15, Ярославль-Дядьково |
| 145-й гвардейский истребительный авиационный полк | МиГ-15                     |
| 147-й гвардейский истребительный авиационный полк | МиГ-15                     |

### Боевой состав на март 1950 года
| Наименование                                     | Примечание                  |
| ------------------------------------------------ | --------------------------- |
| 29-й гвардейский истребительный авиационный полк | МиГ-15, Дачан, Китай        |
| 351-й истребительный авиационный полк            | Ла-11, Дзянван, Китай       |
| 829-й смешанный авиационный полк                 | Ту-2, Ил-10, Сюйчжоу, Китай |

## Участие в операциях и битвах
Великая Отечественная война (1941—1945):
- ПВО объектов Московского военного округа
- ПВО объектов Северо-Западного фронта
- ПВО объектов Калининского фронта
- ПВО объектов 2-го Прибалтийского фронта
- ПВО объектов Ленинградского фронта

После 1945 года
Противовоздушная оборона Шанхая (1950)

## Статистика боевых действий
ПВО Шанхая (1950)
- Составом 29-го гв. иап совершено боевых вылетов — 80, сбито самолётов ВВС Гоминьдана — 2, свои потери (небоевые): 1 МиГ-15 и 1 лётчик.
- Составом 315-го иап совершено боевых вылетов — 226, сбито самолётов ВВС Гоминьдана — 4, свои потери (небоевые): 1 Ла-11 и 1 лётчик.

## Присвоение гвардейских званий
- 253-й истребительный авиационный полк ПВО за образцовое выполнение боевых задач и проявленные при этом мужество и героизм приказом НКО СССР № 299 от 09.10.1943 г. преобразован в 145-й гвардейский истребительный авиационный полк ПВО.
- 630-й истребительный авиационный полк ПВО за образцовое выполнение боевых задач и проявленные при этом мужество и героизм приказом НКО СССР № 299 от 09.10.1943 г. преобразован в 147-й гвардейский истребительный авиационный полк ПВО.

## Герои Советского Союза
- Афанасьев Владимир Ильич, гвардии старший лейтенант, заместитель командира эскадрильи 145-го гвардейского истребительного авиационного полка 106-й истребительной авиационной дивизии ПВО Бологоевского дивизионного района ПВО 29 марта 1944 года удостоен звания Герой Советского Союза. Золотая Звезда № 3330.
- Верников Яков Ильич, капитан, штурман 147-го гвардейского истребительного авиационного полка 106-й истребительной авиационной дивизии ПВО 2-го корпуса ПВО Северного Фронта ПВО 18 ноября 1944 года удостоен звания Герой Советского Союза. Золотая Звезда № 5294.
- Комаров Виктор Степанович, майор, заместитель командира 630-го истребительного авиационного полка 106-й истребительной авиационной дивизии ПВО Бологоевского дивизионного района ПВО 9 октября 1943 года удостоен звания Герой Советского Союза. Золотая Звезда № 1126.
- Пичугин Евгений Иванович, младший лейтенант, лётчик 441-го истребительного авиационного полка 106-й истребительной авиационной дивизии ПВО Бологоевского дивизионного района ПВО 14 февраля 1943 года удостоен звания Герой Советского Союза. Посмертно.
- Яхнов Геннадий Михайлович, майор, заместитель командира 33-го истребительного авиационного полка 106-й истребительной авиационной дивизии ПВО 2-го корпуса ПВО Северного Фронта ПВО 22 августа 1944 года удостоен звания Герой Советского Союза. Золотая Звезда № 2700.

## Базирование
| Период            | Место базирования              |
| ----------------- | ------------------------------ |
| 1945 — 10.1948    | Рига                           |
| 10.1948 — 02.1950 | Выползово, Калининская область |
| 02.1950 — 03.1950 | Сюйчжоу, Китай                 |
| 03.1950 — 10.1950 | Дачан, Китай                   |